# Do You Wanna Go Party
Do You Wanna Go Party è il sesto album dei KC and the Sunshine Band.

## Tracce
1. Hooked On Your Love - 3:44
2. I've Got the Feeling - 3:00
3. Ooh, I Like It - 5:48
4. Please Don't Go - 3:43
5. I Betcha Didn't Know That - 3:57
6. Que Pasa? - 4:56
7. Do You Wanna Go Party - 7:13